# Олександрівський сквер (Мінськ)
53°54′05″ пн. ш. 27°33′46″ сх. д. / 53.90148056° пн. ш. 27.56284167° сх. д.
Олександрівський або Центральний сквер (біл. Аляксандраўскі, Цэнтральны сквер, рос. Александровский, Центральный сквер) — міський сквер у центральній частині столиці Білорусі місті Мінську; популярне місце прогулянок мінчан і гостей міста.

## Загальні дані
Олександрівський сквер розташований у мінському середмісті — обмежений вулицями Енгельса, Маркса, Червоноармійською та проспектом Незалежності (кол. проспект Франциска Скорини).
Сквер виходить на Жовтневу площу, Резиденцію Президента Республіки Білорусь і Центральний будинок офіцерів. У центрі скверу міститься один з найвідоміших мінських фонтанів — «Хлопчик з лебедем».
Площа скверу — 2,4 га.

## З історії скверу
На початку XIX століття територія теперішнього Олександрівського скверу була пустищем. Після розчистки в 1836 році пустир перетворився на площу Присутственних місць. Згодом тут же було закладено бульвар, зрештою перетворений у 1870 році на Олександрівський сквер. З часом було здійснено його благоустрій, сквер огородили парканом, а по центру проклали пішохідну доріжку до архієрейського подвір'я.
У XIX столітті в цій місцині сформувалися вулиці Підгірна (вулиця Карла Маркса), Захар'євська (проспект Незалежності/ Ф. Скорини), Скобелевська (вулиця Червоноармійська), Поліцейська (вулиця Янки Купали). Тоді тут стояв архієрейський будинок, Покровська (Хрестова) церква, духовна консисторія. Стіни Покровської церкви у 1930-і роки правили за каркас для лівого крила новобудови, що зводилась у 1934—39 роках, — Будинку Червоної Армії (Окружного Будинку офіцерів).
У травні 1869 року була освячена каплиця Олександра Невського, збудована біля входу до сквера на розі вулиць Захар'євської та Домініканської (вулиця Енгельса). А за 5 років (1874) у Мінську був запущений водогін з чистою артезіанською водою. Пам'ятником-нагадуванням про цю подію став парковий фонтан зі скульптурою «Хлопчик з лебедем» італійського скульптора Л. Берніні. У 1890 році в сквері побудували приміщення Мінського міського театру (тепер Національний академічний театр імені Янки Купали).
Таким чином, наприкінці XIX — на початку ХХ століть Олександрівський сквер був найбільш облаштованим міським сквером Мінська, улюбленим місцем відпочинку й дозвілля городян.
У повоєнний час у середині ХХ століття тривало упорядкування скверу — в 1953 році (за іншими даними в 1949 році) було встановлене погруддя народного поета Білорусі Янки Купали (скульптор З. І. Азгур, архітектор І. Н. Руденко; у 1972 році пам'ятник перенесли на батьківщину поета в село В'язинка); у 1955 році сквер обгородили з боку проспекту гранітною стіною, а з протилежного — металевою огорожею; біля входу до скверу встановили гранітні вази і колони, перепланували алеї, входи, згодом звели урядові трибуни.
У 1970 році сквер було реконструйовано (архітектор Ю. Григор'єв), впорядковано, розбиті квітники, газони. У 1979 році встановлено меморіальний пам'ятний знак на місці страти членів підпілля (у 1942 році гестапівці неподалік від фонтану повісили секретаря Мінського підпільного міськкому КПБ Ісаю Казинця).
У теперішній час (2000-ні) Олександрівський сквер — впорядкований сквер у мінському середмісті, який люблять відвідувати жителі і гості міста.

## Цікавий факт

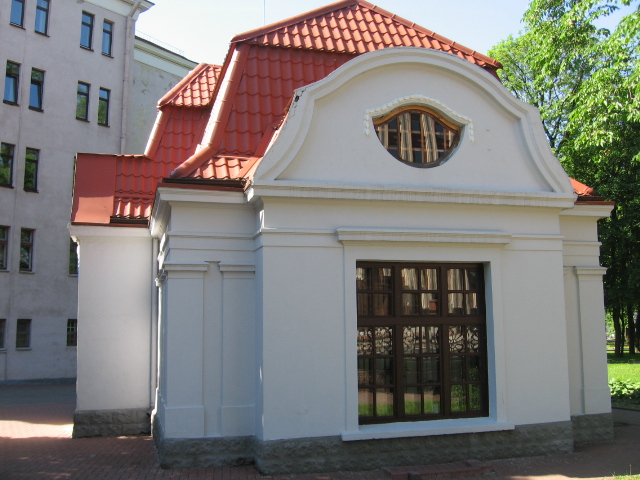
Вбиральня у сквері

У Олександрівському сквері привертає увагу на себе занадто шикарна будівля паркової громадської вбиральні, про яку існує відповідний міський переказ. Начебто звів цю споруду громадського призначення архітектор власним коштом. А сталося це так. Один із заможніх клієнтів того будівничого пан такий-то якось замовив йому звести для себе садибу. Архітектор збудував гарний будинок і добре впорався з поставленим завданням, та панок навідріз відмовився заплатити йому за виконану роботу. Тоді щоб насміятися й ославити зажерливого замовника пан будівничий збудував у сквері в мінському середмісті точну зменшену копію будинку того пана, що не заплатив йому за виконане замовлення.

## Джерело-посилання
- Центральний сквер на www.minsk-old-new.com («Мінськ старий і новий. Мінськ у фотографіях.», + інфо) (рос.)